# 多拉里帕里亞河

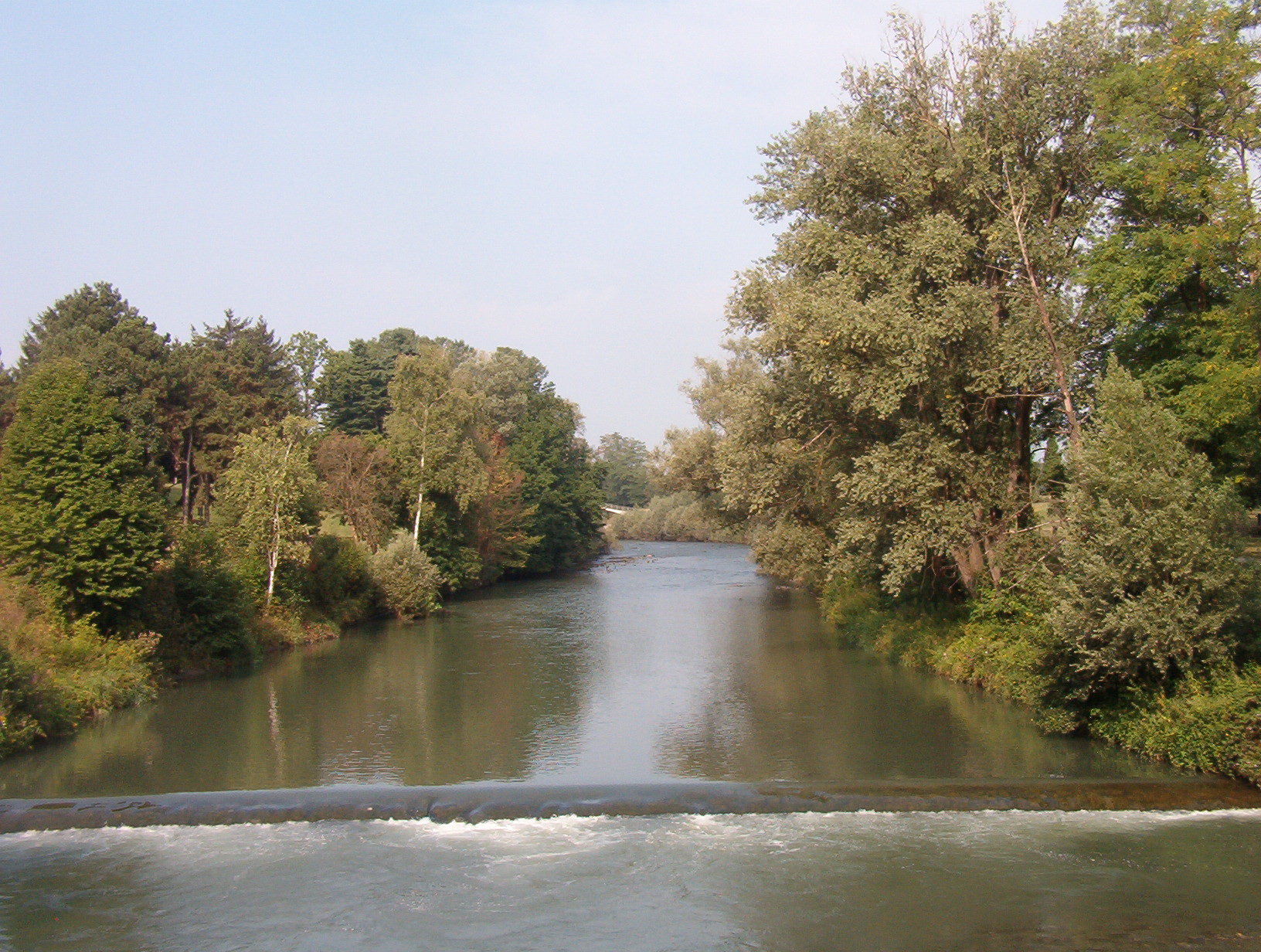

45°4′43″N 7°43′30″E / 45.07861°N 7.72500°E
多拉里帕里亞河（義大利語：Dora Riparia，義大利語：[ˈdɔːra riˈpaːrja]）是歐洲的河流，屬於波河的左支流，流經法國和意大利，河道全長125公里，流域面積1,231平方公里，平均流量每秒25立方米，發源自科蒂安阿爾卑斯山脈。